# Xian Furen

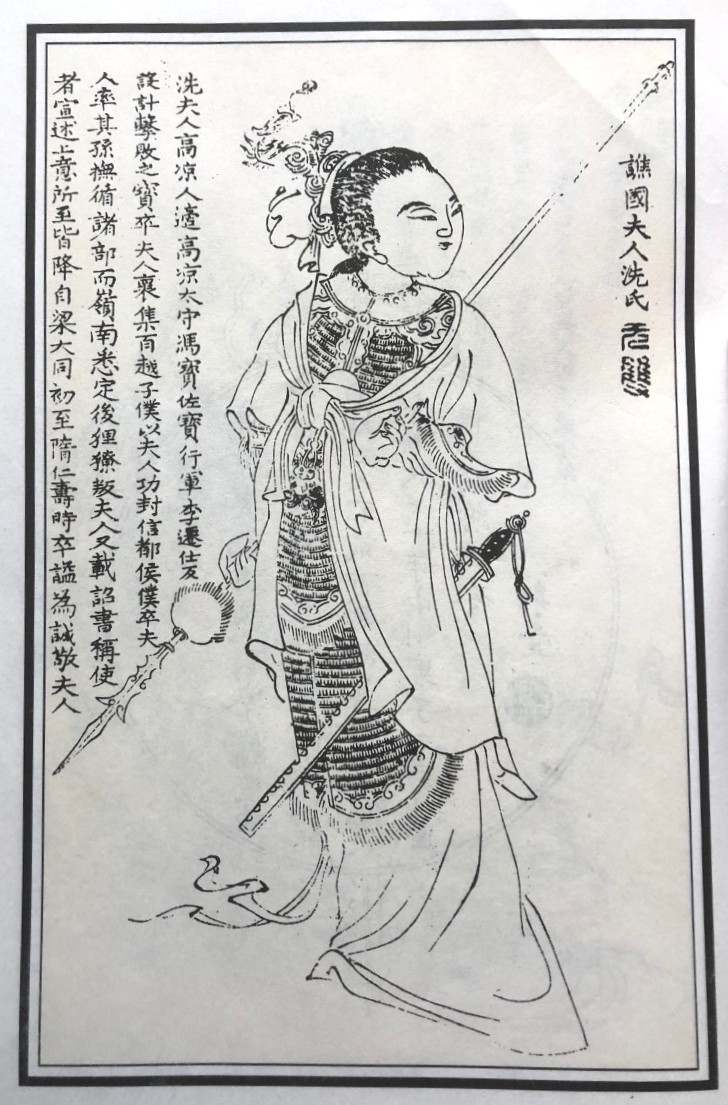
Lady Xian zoals afgebeeld in de Wu Shuang Pu (無雙譜, Boek van weergaloze helden / Table of Peerless Heroes) door Jin Guliang

 Lady Xian  (512-602) (Chinees: 冼夫人, Hanyu pinyin: Xiǎn Fūrén) is geboren in Shantou, provincie Guangdong, in het zuiden van China tijdens de Liang-dynastie als Xian Zhen (冼珍) en is geboren als dochter van het stamhoofd van de Xian clan, welke behoorde tot de populatie van het Hlai volk, ook wel  Li volk of Sai volk genoemd. Ze beschermde haar volk en de regio tegen aanvallen van buitenaf, dat gaf haar de titel van beschermvrouw en Lady.

## Leven
Lady Xian trouwt in 535 met Feng Bao (馮寶, 507-558), een generaal uit het leger van keizer Liang Wudi. Al gauw blijkt ze een goede strateeg te zijn en helpt haar man met de militaire strategie. Ze is rechtvaardig en strijd tegen onrecht en weet de tegenstander vaak over te halen met diplomatie en onderhandelingen om zich aan te sluiten bij het nieuwe bewind, om zo een oorlog te voorkomen. In 551, tijdens de Opstand van Hou Jing (侯景之乱), leidde Lady Xian de troepen en bundelde ze de krachten met generaal Chen Baxian (陳霸先), de latere leider van de Chen-dynastie, om Li Qianshi (李遷仕), de gouverneur van Gaozhou, te verslaan en de opstand in Guangdong te beëindigen. Door haar toewijding en loyaliteit aan drie keizers kreeg ze meerdere titels tijdens haar leven en ook nog na haar leven. Honderden tempels zijn er gebouwd ter ere van haar, vooral in Lingnan. Zij kreeg de bijnaam van: Heilige Moeder van Lingnan.

## Familie
Van haar kinderen was alleen Feng Pu bij naam bekend. Hij vergezelde zijn moeder in vele gevechten, en net als zij, kreeg hij onderscheidingen van de keizer. Lady Xian had drie kleinzonen genaamd Feng Hun, Feng Xian, en Feng Ang. Zij werden allen door de keizer onderscheiden.

## Titels

### Bij leven
- Liang-dynastie: Beschermvrouw van keizer Wu
- Chen-dynastie: Lady Shilong en Lady Gaoliang
- Sui-dynastie: Lady Songkang en Lady Qiaoguo

### Postuum
- Sui-dynastie: Lady Chengjing
- Vijf Dynastieën en Tien Koninkrijken: Lady Qingfu
- Song-dynastie: Lady Xianying en Lady Youfui
- Qing-dynastie: Ciyou

## Tempels
Lady Xian werd door vele keizers geëerd voor haar grote toewijding en vele tempels zijn er gebouwd om haar te gedenken. In het midden van de 20e eeuw waren er al enkele honderden tempels ter ere van Lady Xian in China, ze werden ook gebouwd in landen als Vietnam en Maleisië. De eerste Xian tempel werd gebouwd aan het eind van de Sui-dynastie. De grootste en belangrijkste tempel van Lady Xian bevindt zich in Gaozhou en werd in 2000 bezocht door voormalig secretaris-generaal van de Communistische Partij van China Jiang Zemin. In 2002 werd de tempel door de provinciale regering van Guangdong op de lijst van cultuurmonumenten geplaatst.

## Media
In 2017 is er een film gemaakt over het leven van Lady Xian en er zijn verschillende opera's gemaakt over Lady Xian (2018-2020). In 1990, 2001 en 2021 is er een serie getoond over Lady Xian op de Chinese televisie. 